# Jimmy's Hall
Jimmy's Hall es una película del director británico Ken Loach estrenada en 2014.
Narra la deportación a Estados Unidos en 1933 de James Gralton, el líder en Leitrim del Grupo Revolucionario de los Trabajadores (Revolutionary Workers' Group), el antecesor político del Partido Comunista de Irlanda. Está protagonizada por el actor irlandés Barry Ward, junto con Simone Kirby y Jim Norton.
El título hace referencia al salón de baile construido por Gralton para difundir su visión política.
Estuvo entre los filmes seleccionados para competir por la Palma de Oro en el Festival de Cannes de 2014.

## Sinopsis
En 1932, tras haber vivido diez años en los Estados Unidos, James Gralton vuelve a su Irlanda natal para ayudar a su madre a llevar la granja familiar. Un nuevo gobierno está en el poder en Irlanda, diez años después de la guerra civil irlandesa. Para satisfacer las necesidades de los jóvenes del condado de Leitrim, Jimmy, a pesar de no querer incomodar a sus antiguos enemigos (la Iglesia y los terratenientes locales), decide reabrir el 'Hall', un centro para un público joven, libre y abierto a todo el mundo, donde los jóvenes se reúnen para bailar, estudiar o conversar. Pronto tiene mucho éxito, pero la creciente influencia de Jimmy y de sus ideas radicales no gusta a todos los habitantes del pueblo.
La película se centra en las tensiones políticas entre la iglesia católica, el Estado, y el movimiento republicano con el que Jimmy estuvo en contacto antes de emigrar. La posición política de Jimmy no es el motivo central de la película, su sufrimiento viene más bien originado por su asociación con el comunismo por ser un librepensador dedicado a la liberación ciudadana a través de la educación, y también por haber estado en contacto con la cultura del jazz norteamericano (un sermón de la iglesia local advirtió de los riesgos de los ritmos y pasiones de la 'África más negra', y condenó los peligros del 'Hall').
Jimmy no es comunista declarado, pero el apoyo de la prensa comunista local promueve la participación del estudio y el baile, que evolucionan como actividades claves del 'Hall'. El 'Hall', al comienzo de la película, se conocía antes como el Pearse-Connolly Hall, reflejando el hecho de que Jimmy había abandonado Irlanda poco después del fallado levantamiento de Pascua, que dio el estatus de mártires a James Connolly y a Padraic Pearse, lo que subraya el apoyo de la comunidad local al antiguo movimiento republicano.
El poder e hipocresía de la iglesia se demonizan en la película, alineándolos con la paliza que le da su padre a su joven hija, de espíritu libre, que se ríe ante el cura mientras es señalada y vejada por haber asistido al Hall durante un servicio eclesiástico. La madre de Jimmy, aun siendo piadosa y religiosa, tiene un profundo amor por el aprendizaje y la exploración de la literatura laica popular, lo que la asocia, sin saberlo, a la lucha del comunismo por la liberación del pueblo trabajador. De todas maneras, durante la película se remarca que tanto Jimmy como su madre no participan en ninguna actividad o lucha política más allá de las necesidades de su propia comunidad local. Sin embargo, sí llegan a intentar evitar el desahucio de una familia expulsada de su hogar.
Este desalojo y el restablecimiento asertivo de la familia, junto con la oratoria y el apoyo de Jimmy a aquellos reunidos llaman la atención a la Gardaí. Esto desencadenará una serie de conflictos culminados con la expulsión de Jimmy de Irlanda, basada en la endeble premisa de que posee un pasaporte estadounidense y de que ya se han expulsado a otros agitadores por los mismos motivos. La ausencia de un juicio justo se enfatiza en el discurso de la madre de Jimmy durante la expulsión de este.
La intención de la película es claramente la humanización y justificación de las políticas de izquierda, con las que simpatiza el propio director, Ken Loach. El comportamiento de la policía estatal se muestra y explica que ocurre durante el periodo estalinista de la Unión Soviética, y es obvio que tanto el Estado como la Iglesia tienen miedo de cualquier fuerza que amenace con destruirlos, pero a través de un proceso dialéctico ellos mismos se convierten en el demonio al que temen. Es esta tensión, la que se da entre los ideales cristianos y el miedo de la Iglesia, junto con su tendencia natural a ser reaccionaria, lo que es definitivamente el tema central de la película.

## Recepción
Jimmy's Hall obtuvo en general buenas críticas. La página de síntesis Rotten Tomatoes le otorga una puntuación del 71%. Otra página, Metacritic, le asocia una puntuación ponderada de 60/100, basado en 7 críticas de la prensa principal.